# Charlotte Lewis
Charlotte Lewis (nacida el 7 de agosto de 1967 en Kensington, Londres, Inglaterra) es una actriz británica. Es de origen irlandés e inglés por parte de su madre así como de origen iraquí y chileno por su padre.

## Biografía
Lewis hizo sus estudios cinematográficos durante su adolescencia, en la película Piratas. Ese mismo año, obtuvo el principal papel femenino de la película El chico de oro, junto a Eddie Murphy en el reparto. Sin haber obtenido otros éxitos que los de sus inicios decidió volver a Londres para ocuparse de su madre, donde todavía reside hoy en día, junto con su hijo.
En mayo de 2010, reveló en una conferencia de prensa en la oficina de su abogada Gloria Allred, que en 1984 fue atacada sexualmente por el director Roman Polański en su apartamento de París cuando tenía 16 años de edad.

## Filmografía

### Cine
- 1986: Piratas (Pirates, de Roman Polański, en el papel de María Dolores de la Jenya de la Calde)
- 1986: El chico de oro (The Golden Child, de Michael Ritchie, en el papel de Kee Nang)
- 1988: Dial: Help (en el papel de Jenny Cooper)
- 1989: Tripwire (en el papel de Trudy)
- 1992: Storyville (en el papel de Lee Tran)
- 1993: Excessive Force (en el papel de Anna Gilmour)
- 1994: Lipstick Camera (en el papel de Roberta Dailey)
- 1994: Hombres de acero (de Perry Lang, en el papel de Loki)
- 1995: Embrace of the Vampire (en el papel de Sarah)
- 1995: Decoy (en el papel de Katya)
- 1996: The Glass Cage (en el papel de Jacqueline)
- 1996: Navajo Blues (en el papel de Elizabeth Wyako)
- 1997: Mutual Needs (en el papel de Louise Collier)
- 1999: Every Dog Has Its Day (en el papel de Jill)
- 2003: Henry X (en el papel de Mrs. Morgan)
- 2003: Hey DJ (en el papel de Tai)
- 2019: Lost Angelas (en el papel de Angie Malone)

### Televisión
- 1988: Crime Story (en el papel de Mai Lan en el episodio "Femme Fatale")
- 1990–91: Broken Bridges (en el papel de Priscilla Mather)
- 1991: Bare Essentials [Película para TV] (en el papel de Tarita, la chica nativa)
- 1992: Sketch Artist [Película para TV] (en el papel de Leese)
- 1993: Red Shoe Diaries (en el papel de Claire en el episodio "Midnight Bells")
- 1995: Seinfeld (en el papel de Nina en el episodio "The Switch")
- 1996: Viper (en el papel de Evangeline Raines en el episodio "White Fire")
- 1996: Renegade (en el papel de Kate en el episodio "The Pipeline")
- 1999: Highlander: The Raven (en el papel de Jade en el episodio "The Frame")